# غار کاسکو
غار کاسکو (انگلیسی: Cosquer Cave) در مارسی در سواحل جنوبی فرانسه واقع شده‌است و در نزدیکی کوه مرگیو قرار دارد. دهانهٔ ورودی به غار ۳۷ متر (۱۲۱ فوت) زیر آب است؛ که این به دلیل افزایش سطح آب دریا در دوره هولوسن است. غار شامل نقاشی‌های مختلف هنری باستانی پیش از تاریخ است. این غار در سال ۱۹۸۵ توسط غواص هنری کاسکو شناخته شد و تا سال ۱۹۹۱، هنگامی که سه تن از غواصان در غار غرق شدند و درگذشتند، وجود آن تا سال ۱۹۹۱ منتشر نشد.